# Marienerscheinung von Zeitoun

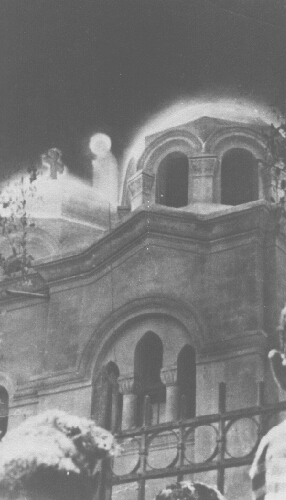
Fotografie des als Marienerscheinung gedeuteten Phänomens, Zeitoun, Kairo, 1968 (Quelle)

Als Marienerscheinung von Zeitoun wird eine Marienerscheinung in Zeitoun (auch az-Zaytūn), einem Stadtteil Kairos in Ägypten, bezeichnet, die dort in den Jahren 1968 bis 1971 wiederholt stattgefunden haben soll.
Erstmals am 2. April 1968 soll eine Menschenmenge auf dem Dach der dortigen koptischen Marienkirche für mehrere Minuten eine Frau in weißem Licht mit Heiligenschein, die sich aus einem Lichtball formte, gesehen haben. Dieses Ereignis soll sich eine Woche später ebenfalls einige Minuten lang und bis zum Ende im Jahr 1971 häufiger – zum Teil zwei- bis dreimal wöchentlich – wiederholt haben. Auch sollen fliegende Tauben aus Licht erschienen sein. Fotos dieser Phänomene wurden unter anderem auch in der Presse veröffentlicht.

Am 4. Mai 1968 erklärte der koptische Patriarch Kirellos VI. die Erscheinungen für glaubwürdig und veröffentlichte folgende Erklärung: 

„Der apostolische Stuhl verkündet hiermit mit absolutem Glauben und Gewissheit, mit Freude und Dank an den allmächtigen Gott, dass die heilige und gesegnete Mutter des Lichtes in klarer und deutlich umrissener Form an mehreren Nächten erschien – und weiter erscheint […] bis auf den heutigen Tag. Dies geschah in der nach ihr benannten koptisch-orthodoxen Kirche an der Toman-Bey-Straße in Zeitoun, Kairo. Diese Kirche liegt auf dem Weg, den die Heilige Familie während ihres Aufenthaltes in Ägypten nahm.“

Der 2. April gilt in der koptischen Kirche als Gedenktag an die Erscheinung in Zeitoun.
Die Bischofskirche des koptischen Bistums für Österreich und die deutschsprachige Schweiz in Wien wurde in Erinnerung an die Marienerscheinung dem Patrozinium  der heiligen Jungfrau von Zeitoun  unterstellt.